# Jiří Bělohlávek
Jiří Bělohlávek (Praga, 24 de fevereiro de 1946 – Praga, 31 de maio de 2017) foi um maestro checo. Estudou com Sergiu Celibidache, no conservatório de Praga e na Academia de Artes de Praga, e ganhou diversas competições de música clássica no seu país natal.
De 1977 a 1989, conduziu a Orquestra Sinfónica de Praga.
Conduziu a Orquestra Filarmónica Nacional Checa, sendo os seus apontamentos de grande valor para a mais famosa orquestra do país. Todavia, foi sucedido por Gerd Albrecht, em 1991, um ano após ter sido contratado, no meio de alguma controvérsia.
Este período refletiu-se com uma vigorosa depressão, que acabou com a viagem para, entre outros países e cidades, a Inglaterra, lugar onde trabalhou vários anos e onde obteve diversos sucessos na música.
Em 1993 fundou a Philharmonia de Praga, após o Ministro da Defesa da República Checa ter disponibilizado fundos para a instrução de quarenta jovens músicos. Bělohlávek participou de audiências com os músicos, fazendo testes para a nova orquestra, mas o Ministério retirou o financiamento no ano seguinte. Depois veio o financiamento privado e ele foi o primeiro diretor musical da nova Orquestra. Desde sua estreia em 1994, a orquestra se exibiu em vários países e gravou diversos álbuns.
De 1995 a 2000 Bělohlávek foi diretor convidado principal da Orquestra Sinfônica da BBC (BBC SO). Em fevereiro de 2005, foi nomeado duodécimo diretor principal, com encargo de julho de 2006 e com contrato inicial de 3 anos. Bělohlávek foi o primeiro diretor convidado a ser nomeado diretor principal da BBC SO.